# Sasso (Bordighera)
Sasso è oggi una frazione del comune di Bordighera, in provincia di Imperia. Fino al 1928 fu comune autonomo con il nome di Sasso di Bordighera.

## Geografia fisica
Sasso è ubicato sul crinale che separa la breve vallata del torrente Borghetto (a ovest del paese) da quella del torrente Sasso (a est). Il centro dell'abitato si trova su un rilievo a 219 metri sul livello del mare. Il crinale prosegue verso l'interno toccando dopo alcuni km il centro di Seborga.

## Storia

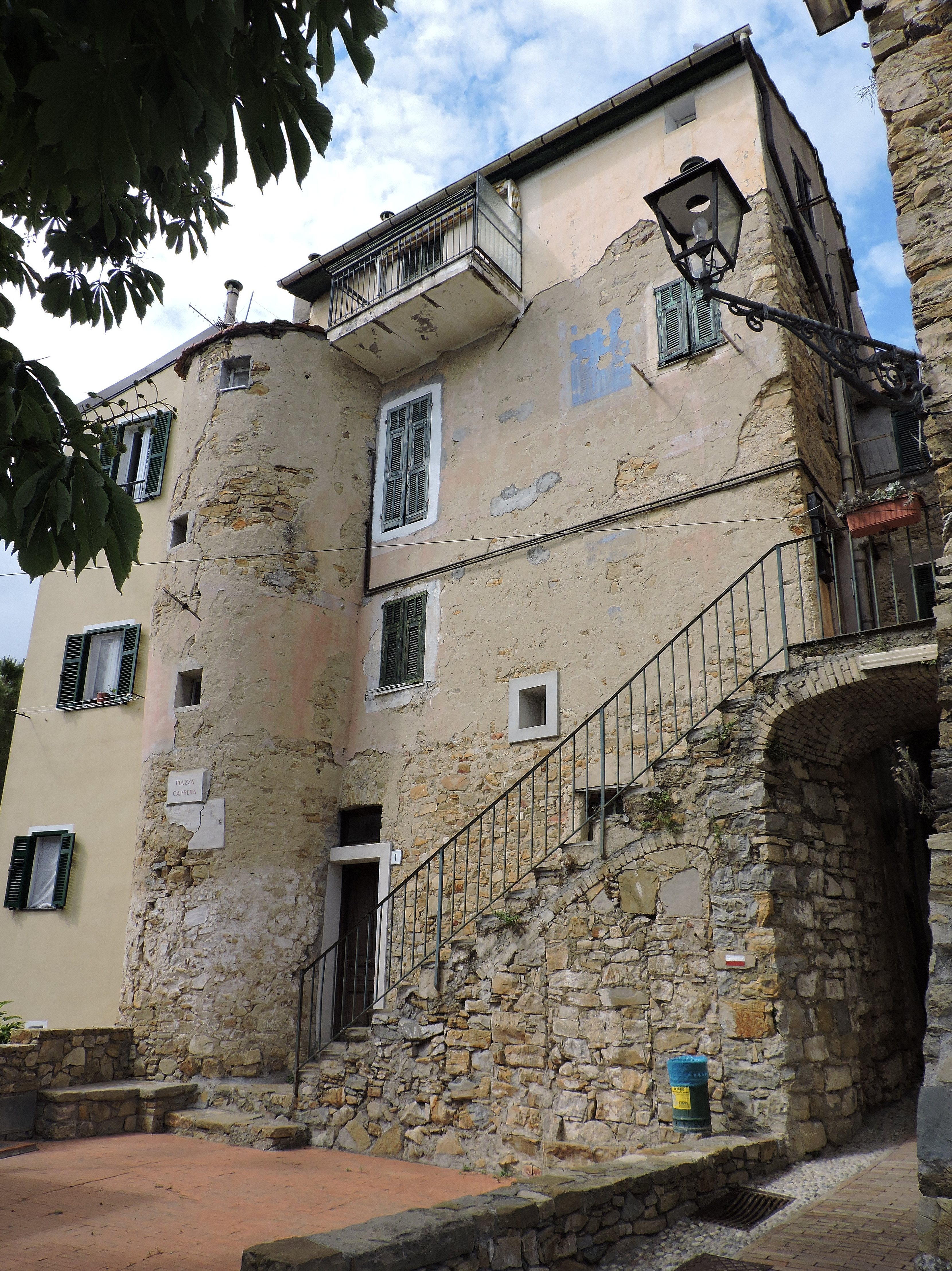
Una caratteristica casa-torre.

Sasso fu fondato, secondo alcune fonti storiche locali, dagli abitanti della vicina Taggia. Il borgo è costituito principalmente da case-torri ed è racchiuso dai resti di una cinta muraria. Nel 1686 Sasso si distinse, così come altri villaggi e borghi vicini, per la ribellione contro Ventimiglia che portò alla costituzione della "Magnifica Comunità degli Otto Luoghi" (formata dai nuclei di Bordighera, Borghetto San Nicolò, Sasso, Vallebona, Camporosso, Vallecrosia, San Biagio e Soldano).
Nel 1815 Sasso divenne parte del Regno di Sardegna come comune autonomo, incluso nella Contea di Nizza (poi Divisione di Nizza). Lo stesso anno durante l'inverno la zona fu infestata da lupi cervieri (identificabili come linci), che uccisero una donna, e lupi, che ne uccisero altre due il 20 gennaio. I predatori vennero debellati grazie all'intervento messo in atto nel 1816 da cacciatori locali appoggiati da alcuni valdostani inviati appositamente dal governo sabaudo.
All'inizio del XX secolo Sasso venne collegato alla costa da una nuova strada rotabile, che originandosi a Bordighera prosegue verso Seborga. Il 4 aprile 1928 il comune fu soppresso ed inglobato dall'attuale capoluogo assieme a Borghetto San Nicolò.
A Sasso nacque e morì il generale di corpo d'armata Vincenzo Rossi (Sasso 1866- Sasso 1945), padre di Irene Brin, che fu l'autore dei trattati Guerra in montagna (anno 1902) e La spedizione inglese nel Tibet (anno 1905).

## Monumenti e luoghi d'interesse

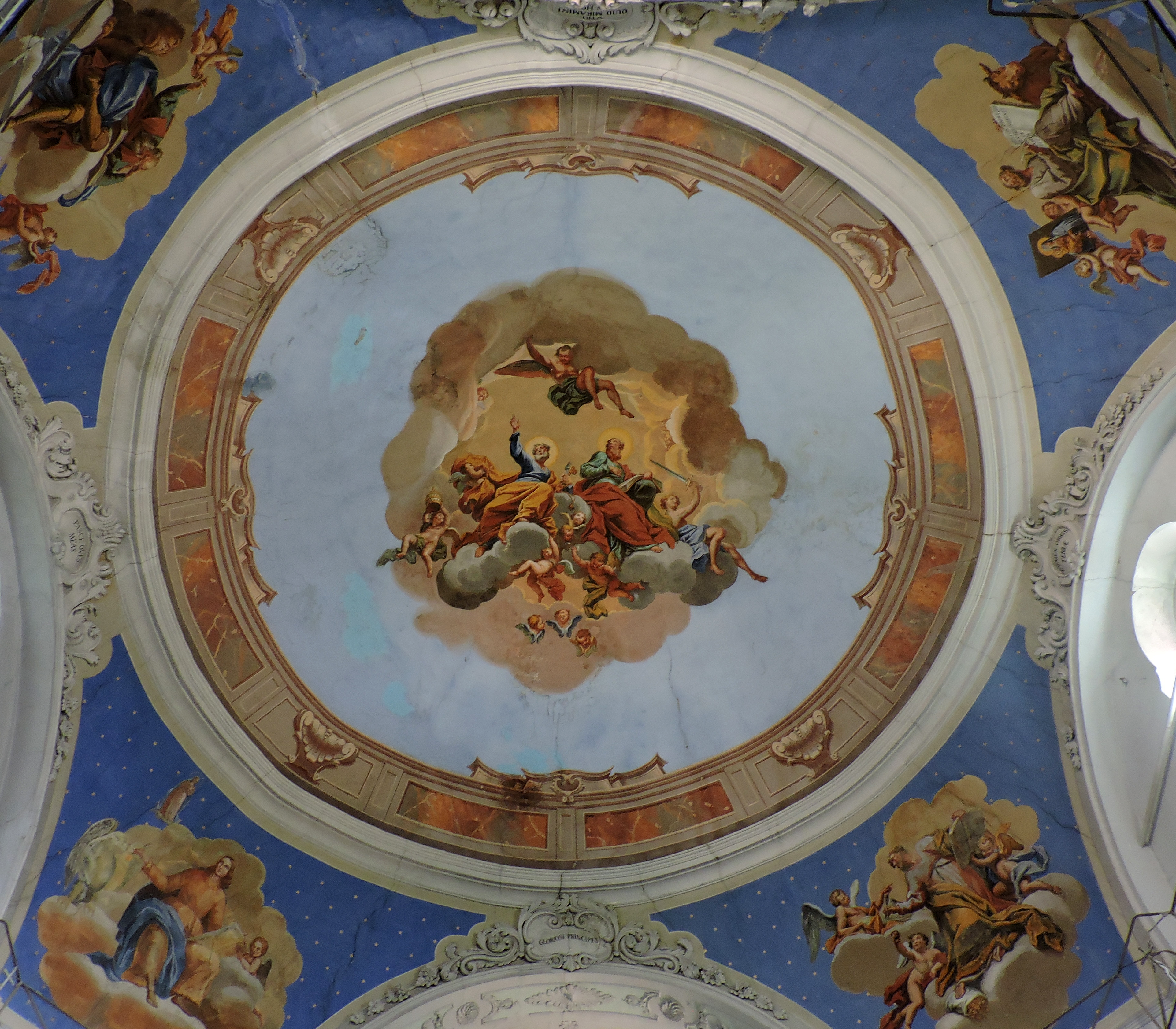
La volta della parrocchiale

- Chiesa di San Pietro e Paolo, eretta nel XVIII secolo. L'affresco della volta ed una pala di altare sono attribuiti al pittore Maurizio Carrega.